# Samantha Prahalis
Samantha Prahalis (ur. 23 stycznia 1990 w Commack) – amerykańska koszykarka występująca na pozycji rozgrywającej.

## Osiągnięcia
Na podstawie, o ile nie zaznaczono inaczej.

### NCAA
- Uczestniczka rozgrywek:
  - Sweet 16 turnieju NCAA (2009, 2011)
  - II rundy turnieju NCAA (2009–2011)
  - turnieju NCAA (2009–2012)
- Mistrzyni:
  - turnieju Big 10 (2009–2011)
  - sezonu regularnego Big 10 (2009, 2010)
- Zawodniczka roku konferencji Big 10 (2012)
- Najlepsza pierwszoroczna zawodniczka Big 10 (2009)
- MVP turnieju przedsezonowego WNIT (2010 - współdzielona)
- Zaliczona do:
  - I składu:
    - All-American (2012 przez USBWA)
    - Big 10 (2010, 2012)
    - turnieju Big 10 (2010, 2011)
    - najlepszych pierwszorocznych zawodniczek Big 10 (2009)

  - II składu Big 10 (2009, 2011)

### WNBA
- Zaliczona do I składu debiutantek WNBA (2012)

### Inne
Drużynowe
- Finalistka Pucharu Rumunii (2014)[2]

Indywidualne
(* – nagrody przyznane przez portal eurobasket.com)
- Najlepsza zawodniczka występująca na pozycji obronnej ligi rumuńskiej (2014)*[2]
- Zaliczona do*:
  - I składu:
    - ligi rumuńskiej (2014)*[2]
    - zawodniczek zagranicznych ligi rumuńskiej (2014)*[2]
    - defensywnego ligi rumuńskiej (2014)*[2]
- Liderka:
  - strzelczyń ligi włoskiej (2016)
  - w asystach ligi rumuńskiej (2014)[2]

### Reprezentacja
- Mistrzyni:
  - świata U–19 (2009)[3]
  - Ameryki U–18 (2008)